# West Coast Eagles
West Coast Eagles är en professionell australisk fotbollsklubb från Perth, Västaustralien. Klubben tävlar i Australian Football League.

## Klubblåt
| Engelsk originaltext | Svensk översättning |
| --- | ------------------- |
| We're the Eagles – West Coast Eagles And we're here to show you why We're the big birds, Kings of the big game We're the Eagles, we're flying high! |                     |